# De Gruchy
De Gruchy is een warenhuis in King Street in Saint Helier op het Kanaaleiland Jersey. Het warenhuis is gevestigd in een monumentaal pand met een oppervlakte van ruim 7.000 m² en is daarmee de grootste winkel op de Kanaaleilanden.

## Geschiedenis
De Gruchy werd in 1810 opgericht door Abraham de Gruchy, die samen met zijn vrouw Maie le Brocq een kleine winkel opende in Saint Peter's Church. In 1864 overleed Abraham en twee jaar later overleed zijn vrouw. De leiding van het bedrijf werd overgenomen door twee van zijn zonen en twee kleinzonen.
In 1883 werd een nieuw pand met arcades gebouwd en ontstond een warenhuis met verschillende afdelingen. In 1944 werden de gebouwen getroffen door een verwoestende brand, waardoor het grootste deel instortte.
Vanaf de jaren 1980 breidde De Gruchy steeds verder uit en werden panden in Mansell Street toegevoegd aan het warenhuis.
In 2015-2017 werd De Gruchy voor 15 miljoen Britse pond uitgebreid en gemoderniseerd.
In 2006 werd het warenhuis door de Merchant Retail Group verkocht aan Ulster Stores, een onderneming die vier onafhankelijke warenhuizen exploiteert